# Guillaume de Grandson
Ne doit pas être confondu avec son parent le baron Guillaume de Grandison,.
Guillaume de Grandson, dit « le Grand », mort avant 1390, est un chevalier et seigneur vaudois du XIVe siècle, entré au service de la maison de Savoie, issu de la famille de Grandson.

## Biographie

### Origines
Guillaume pourraît être né au commencement du XIVe siècle. Il est le fils cadet de Pierre II, seigneur de Belmont et de Sainte-Croix, et Blanche de Savoie, fille du baron Louis Ier de Savoie, baron de Vaud,,.
Il a un frère Othon II, qui succède à leur père.
Son père est l'héritier, en 1328, de l'ensemble des possessions vaudoises de son oncle, Othon Ier.
Guillaume est attesté à partir de 1342/1343, selon le Dictionnaire historique de la Suisse. Il est notamment mentionné, aux côtés de son frère, dans le testament (mars 1340) de Louis II, baron de Vaud, leur oncle maternel.

### Carrière
Guillaume est chevalier, dès 1346. Il est surnommé le Grand. Il succède à son père en 1348 comme seigneur de Sainte-Croix, Cudrefin et Grandcour.
En raison de sa parenté avec à la maison de Savoie, il effectue sa carrière à la cour du comte Amédée VI. Il fait partie des favoris ou conseillers du comte. Il devient ainsi l'un des quinze premiers chevaliers de l'ordre du Collier, créé par le comte, en 1364.
Cette carrière lui permet d'obtenir certains avantages financiers, comme une rente annuelle, mais aussi des droits sur la seigneurie d'Aubonne et de Coppet, en 1365,.
Il participe aussi aux expéditions militaires savoyardes en Valais et en Italie (1361, 1372-1375),. Il seconde également le comte lors de l'expédition de 1366-1367 en Orient (Grèce et Bulgarie).
En 1376, il fonde une chapelle, placée sous le vocable Saint Georges, dans l'église de Ressudens.
Il fait partie des exécuteurs testamentaires du comte Amédée VI, en 1383. L'année suivante, il adoube le jeune Amédée VII, au cours du siège de Sion,.

## Famille
Guillaume épouse Jeanne de Vienne, dame de Pourlans et de Chenecey, dont il a, :
- Othon III (v. 1340-† 1397), chevalier, seigneur de Sainte-Croix, Grandcour, Cudrefin, Aubonne et Coppet, ∞ Jeanne Allamand.
- Guillaume († 1381), ∞ Jeanne de Dampierre-Saint-Dizier.
- Thomas, chevalier fixé en Angleterre.

Il pourrait avoir eu des enfants illégitimes, :
- Guillaume (?), bâtard de Grandson, chevalier, ∞ Louise, fille de Henrioud de Bercher, donzel.
- Marguerite (?), bâtarde de Grandson, ∞ Jordan de Montagny.

## Titres
Guillaume de Grandson est seigneur de Sainte-Croix, Grandcour, Cudrefin et Bellerive, en Pays de Vaud.

## Sceau

Armes des Grandson : Palé d'argent et d'azur de six pièces à la bande de gueules brochant chargée de trois coquilles d'or.

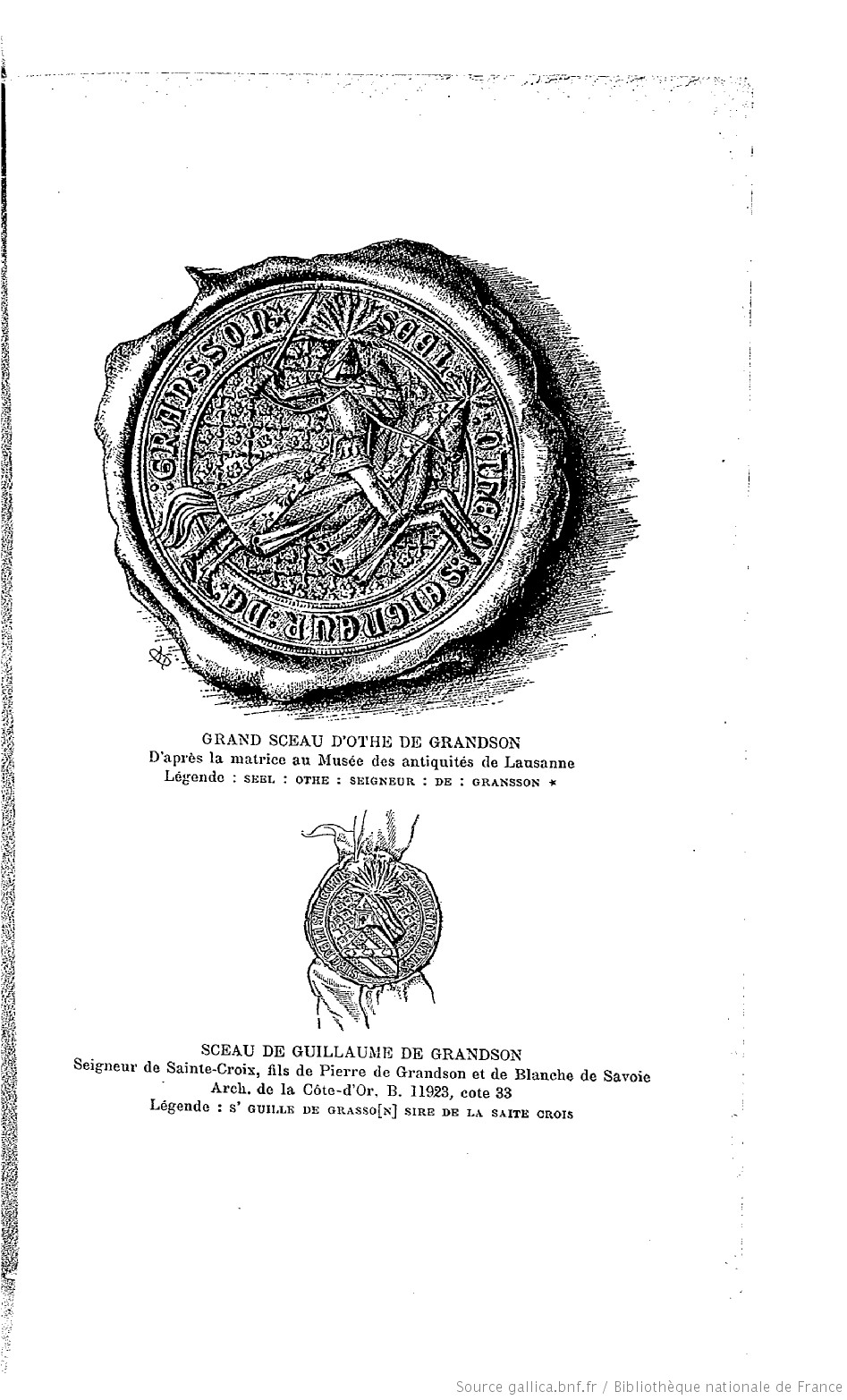
Sceaux des frères Othon II (haut) et de Guillaume de Grandson (bas.

Les armes et les sceaux de Guillaume porte les armes de Grandson, Palé d'argent et d'azur de six pièces à la bande de gueules brochant chargée de trois coquilles d'or, avec en brisure une étoile ou molette apposée sur le troisième pal,.
Cette brisure semblerait un moyen de se distinguer de son frère aîné.
La château de Grandson possède, au-dessus de l'entrée, une pierre sculptée comportant ses armes avec avec une molette sur le 3e pal, surmontée d'un grand heaume, avec un cimier formé de plumes en éventai.
Guillaume a autorisé la milice de la commune suisse de Grandcour à porter ses armes en 1381.